# Campionat del món de ciclisme en pista de 2004
El Campionat Mundial de Ciclisme en Pista de 2004 es va celebrar a Melbourne (Austràlia) entre el 26 i el 30 de maig de 2004. Les competicions es van celebrar al Vodafone Arena de Melbourne. En total es va competir en 15 disciplines, 9 de masculines i 6 de femenines.

## Resultats

### Masculí
| Prova                     | Or                                                                               | Argent                                                                     | Bronze                                                                   |
| Velocitat individual      | Theo Bos · Països Baixos                                                         | Laurent Gané · França                                                      | Ryan Bayley · Austràlia                                                  |
| Velocitat per equips      | França · Mickaël Bourgain · Laurent Gané · Arnaud Tournant                       | Espanya · José Antonio Escuredo · Salvador Melià · José Antonio Villanueva | Regne Unit · Chris Hoy · Craig MacLean · Jamie Staff                     |
| Persecució individual     | Sergi Escobar · Espanya                                                          | Rob Hayles · Regne Unit                                                    | Robert Bartko · Alemanya                                                 |
| Persecució per equips     | Austràlia · Peter Dawson · Ashley Hutchinson · Stephen Wooldridge · Luke Roberts | Regne Unit · Rob Hayles · Paul Manning · Chris Newton · Bryan Steel        | Espanya · Carlos Castaño · Sergi Escobar · Asier Maeztu · Carles Torrent |
| Quilòmetre contrarellotge | Chris Hoy · Regne Unit ·                                                         | Arnaud Tournant · França ·                                                 | Theo Bos · Països Baixos ·                                               |
| Cursa per punts           | Franck Perque · França ·                                                         | Milton Wynants · Uruguai ·                                                 | Juan Curuchet · Argentina ·                                              |
| Keirin                    | Jamie Staff · Regne Unit                                                         | José Antonio Escuredo · Espanya                                            | Ivan Vrba · Txèquia                                                      |
| Madison                   | Juan Curuchet · Walter Pérez · Argentina ·                                       | Bruno Risi · Franco Marvulli · Suïssa ·                                    | Robert Slippens · Danny Stam · Països Baixos ·                           |
| Scratch                   | Gregory Henderson · Nova Zelanda ·                                               | Robert Slippens · Països Baixos ·                                          | Walter Pérez · Argentina ·                                               |

### Femení
| Prova                     | Or                             | Argent                            | Bronze                          |
| Velocitat individual      | Svetlana Grankovskaya · Rússia | Anna Meares · Austràlia           | Lori-Ann Muenzer · Canadà       |
| Persecució individual     | Sarah Ulmer · Nova Zelanda     | Katie Mactier · Austràlia         | Elena Tchalykh · Rússia         |
| 500 metres contrarellotge | Anna Meares · Austràlia        | Jiang Yonghua · R.P. de la Xina · | Simona Krupeckaitė · Lituània · |
| Cursa per punts           | Olga Slyusareva · Rússia ·     | Vera Carrara · Itàlia             | Belem Guerrero · Mèxic ·        |
| Scratch                   | Yoanka González · Cuba ·       | Mandy Poitras · Canadà            | Olga Slyusareva · Rússia ·      |
| Keirin                    | Clara Sanchez · França         | Elisa Frisoni · Itàlia            | Jennie Reed · Estats Units ·    |

## Medaller
| Pos. | País            | Or | Plata | Bronze | Total |
| 1    | França          | 3  | 2     |        | 5     |
| 2    | Austràlia       | 2  | 2     | 1      | 5     |
| 2    | Regne Unit      | 2  | 2     | 1      | 5     |
| 4    | Rússia          | 2  |       | 2      | 4     |
| 5    | Nova Zelanda    | 2  |       |        | 2     |
| 6    | Espanya         | 1  | 2     | 1      | 4     |
| 7    | Països Baixos   | 1  | 1     | 2      | 4     |
| 8    | Argentina       | 1  |       | 2      | 3     |
| 9    | Cuba            | 1  |       |        | 1     |
| 10   | Itàlia          |    | 2     |        | 2     |
| 11   | Canadà          |    | 1     | 1      | 2     |
| 12   | R.P. de la Xina |    | 1     |        | 1     |
| 12   | Suïssa          |    | 1     |        | 1     |
| 12   | Uruguai         |    | 1     |        | 1     |
| 15   | Alemanya        |    |       | 1      | 1     |
| 15   | Estats Units    |    |       | 1      | 1     |
| 15   | Lituània        |    |       | 1      | 1     |
| 15   | Mèxic           |    |       | 1      | 1     |
| 15   | Txèquia         |    |       | 1      | 1     |